# Hasenwäldchen

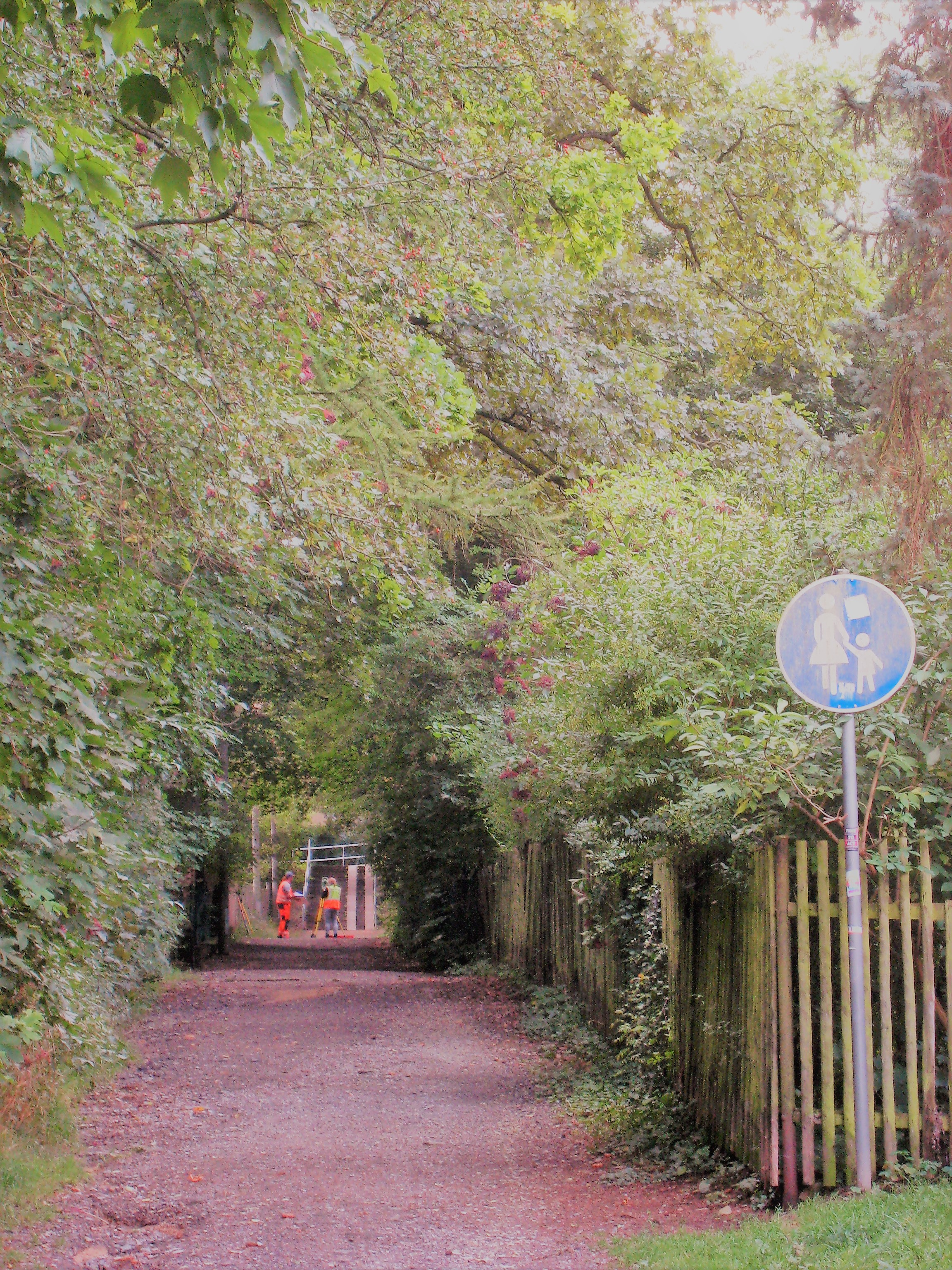
Blick von der Richard-Wagner-Straße in Richtung Süden

In Weimar gibt es ein kleines Waldstück bzw. Naherholungsgebiet oder einen Park zwischen der Windmühlenstraße und der Zöllnerstraße bzw. Richard-Wagner-Straße, welches Hasenwäldchen oder Hases Ruh genannt wird. Außerdem trägt eine Wohnanlage mit Privatstraße in der Zöllnerstraße 19–25 den Namen Am Hasenwäldchen.

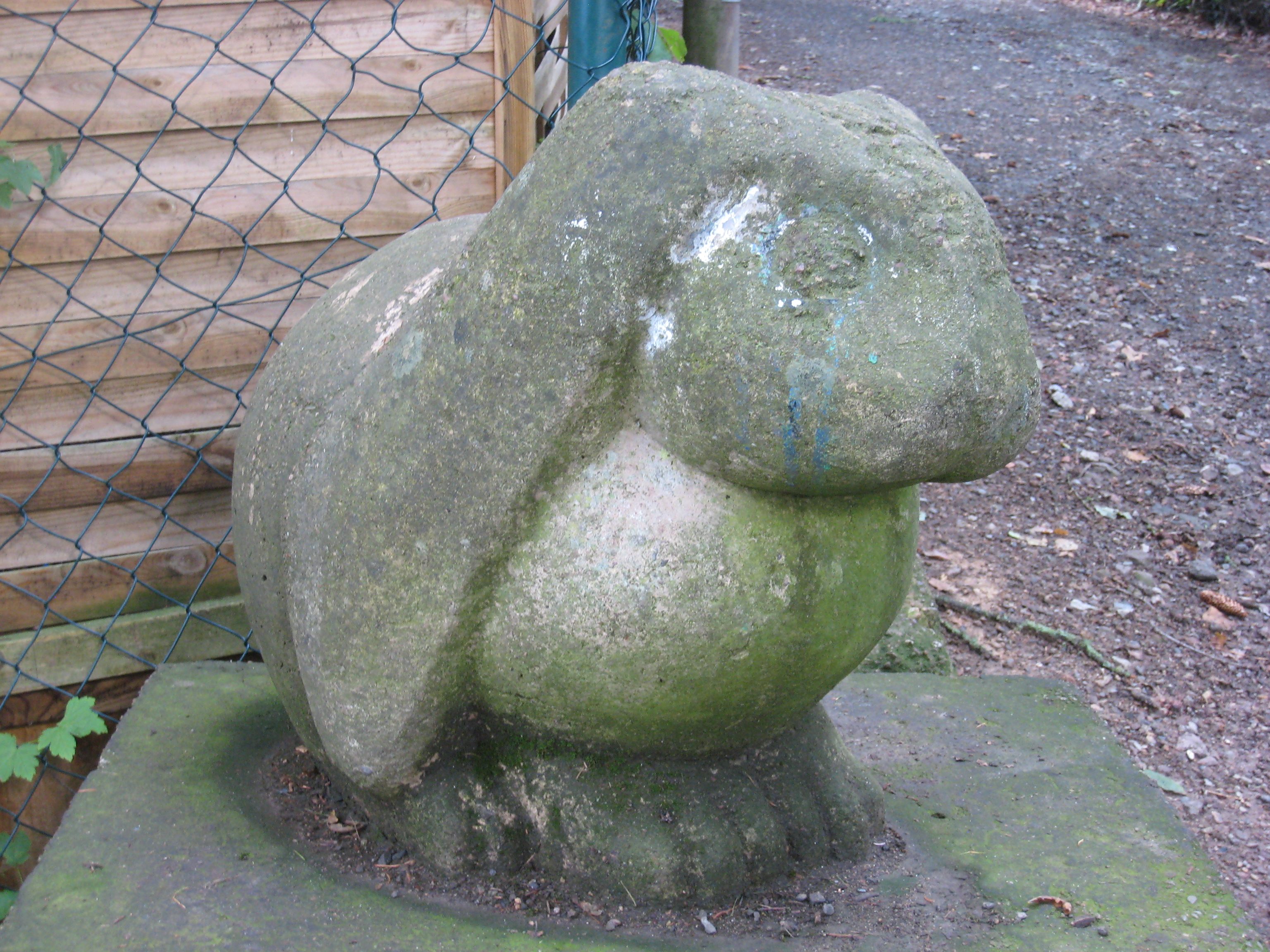
Skulptur eines ruhenden Häschens im Hasenwäldchen

Es hat die Benennung nichts mit der Hasenjagd zu tun, sondern das Wäldchen wurde nach dem Weimarer Oberbürgermeister und Stadtdirektor Karl Georg Hase (1786–1862) benannt, der von 1838 bis 1850 im Amt war. In den Jahren 1879 wurden hauptsächlich Eichen und Buchen angepflanzt, mit Kies bestreute Wege angelegt und Bänke aufgestellt. Allerdings geriet die Anlage bald in Verfall, sodass der Zustand bereits 1906 so desolat war, dass neuerliche Pflegemaßnahmen eingeleitet werden mussten. Es hatte einst von hier aus einen schönen Ausblick gegeben, der jedoch längst verbaut ist. Daran erinnern nur der Name eines Spielplatzes in diesem Bereich: Spielplatz am Schönblick beziehungsweise die Straße Am Schönblick. Diese haben ihre Benennung von der Siedlung Schönblick her. In der Windmühlenstraße, dem Hasenwäldchen gegenüber, befindet sich die Villa Sauckel. Unweit hiervon befindet sich das Nietzsche-Archiv. Auch eine Skulptur eines ruhenden Häschens in Stein gibt es.
Im Hasenwäldchen befand sich ein Schutzbunker, in welchem zum Ende des Zweiten Weltkrieges Schutz vor den Bombenangriffen gesucht wurde. Der Schriftsteller Fritz Kühnlenz hatte dieses in seinem Tagebuch notiert. Es hatte ihn selbst betroffen.

Hasenwäldchen
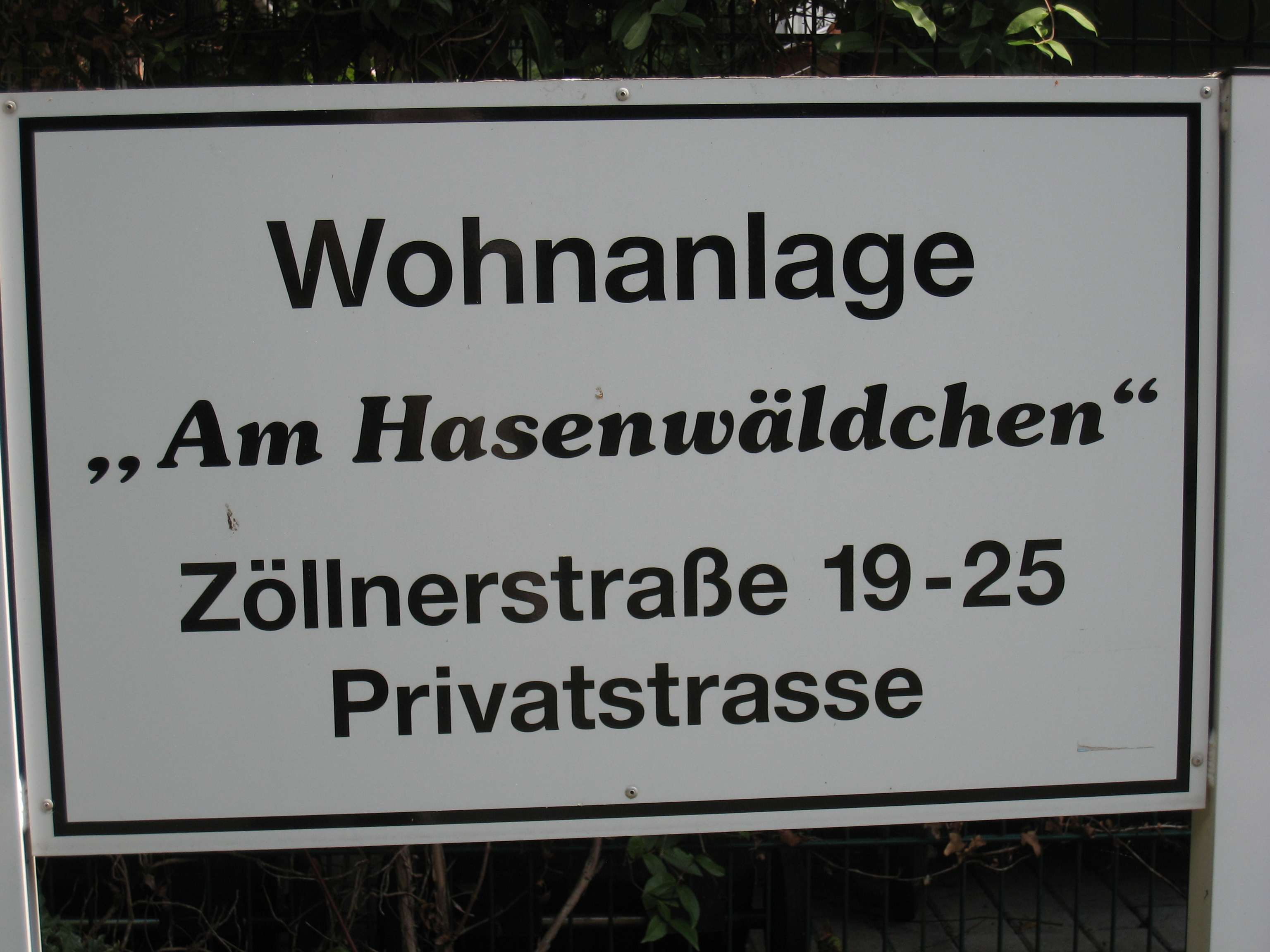
Schild für die Wohnanlage „Am Hasenwäldchen“
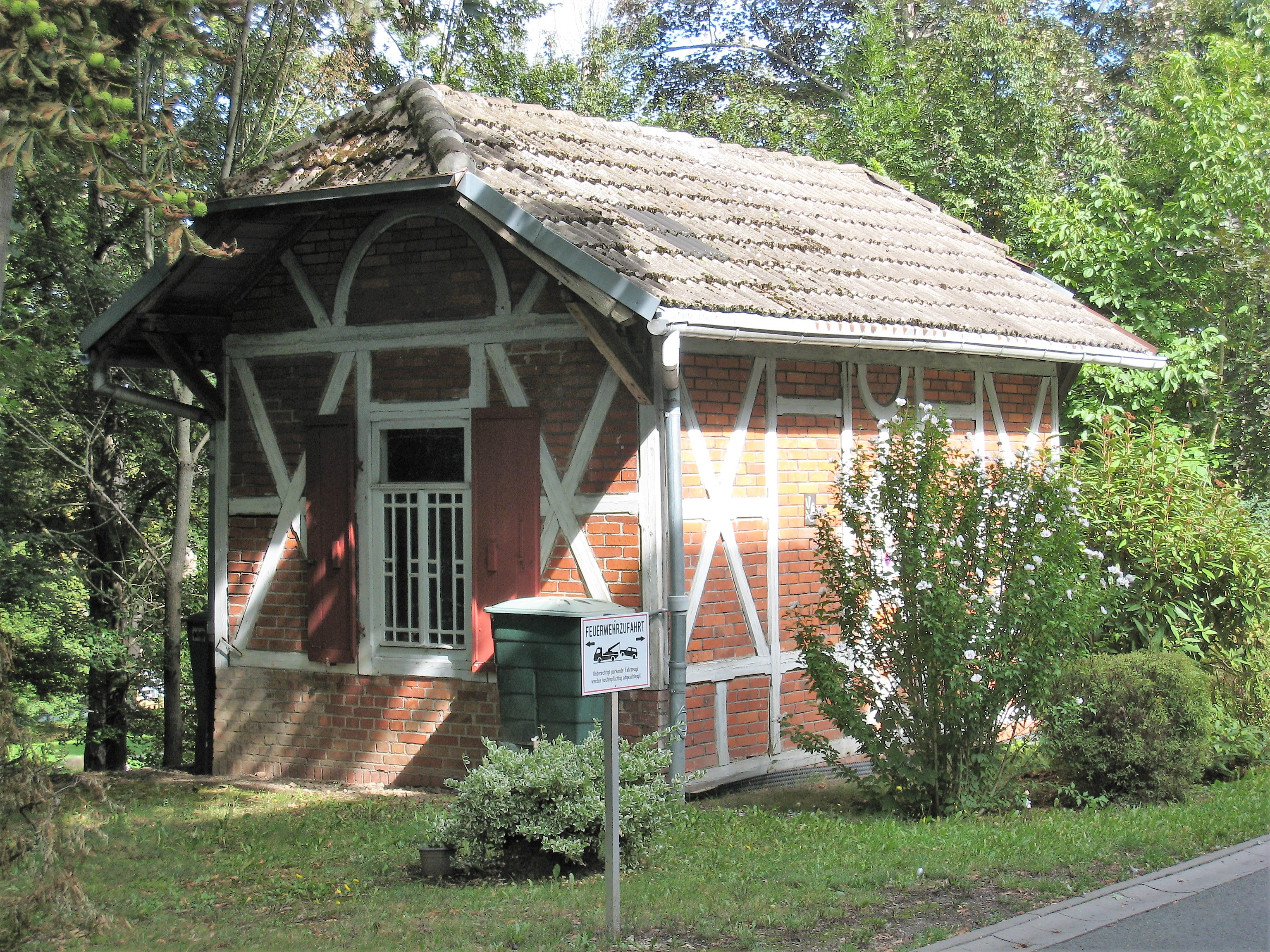
Häuschen am nordwestlichen Rand des Hasenwäldchens (heute vor der Wohnanlage)
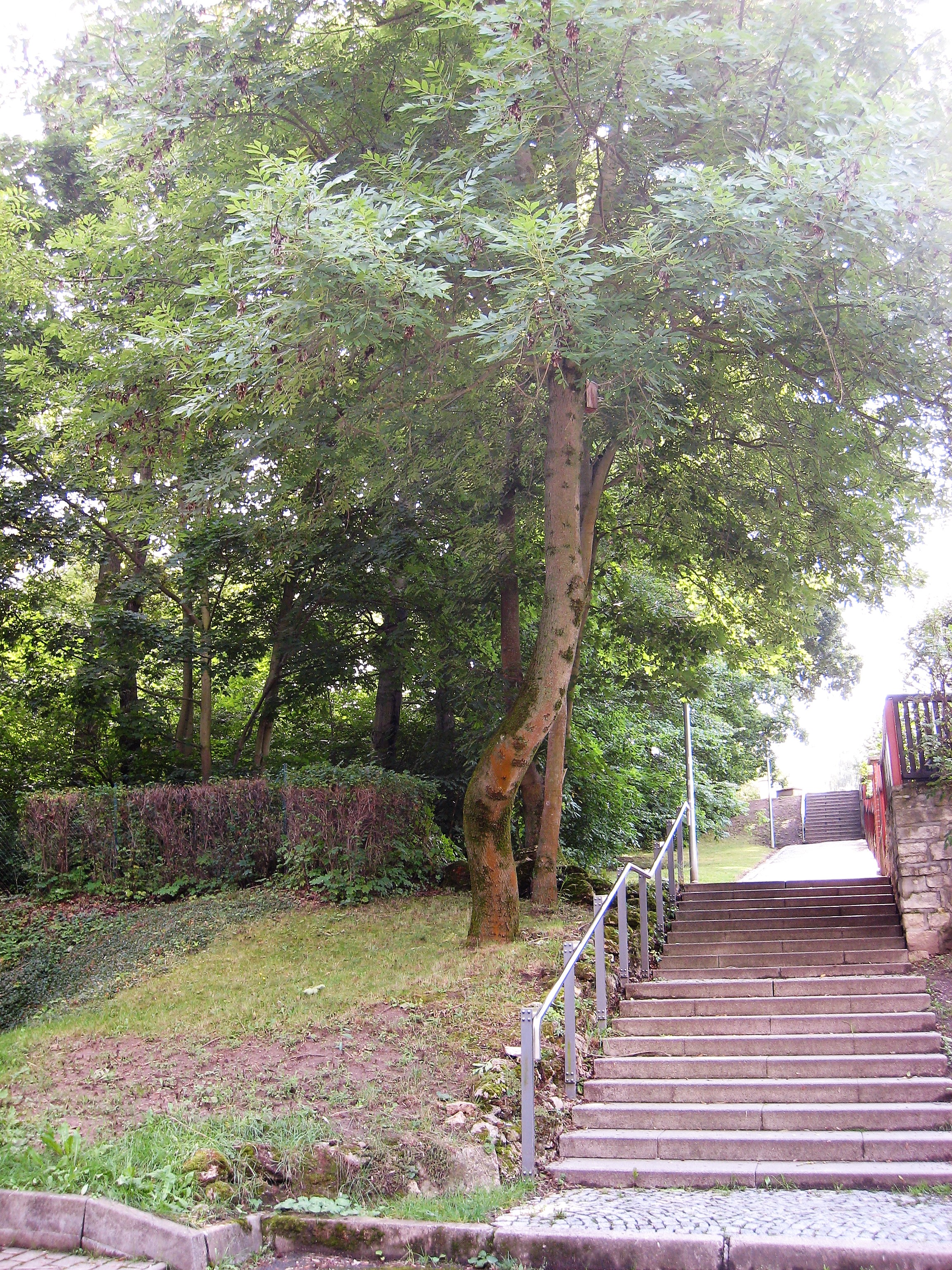
Hasenwäldchen: Treppenaufgang Zöllnerstraße zur Windmühlenstraße
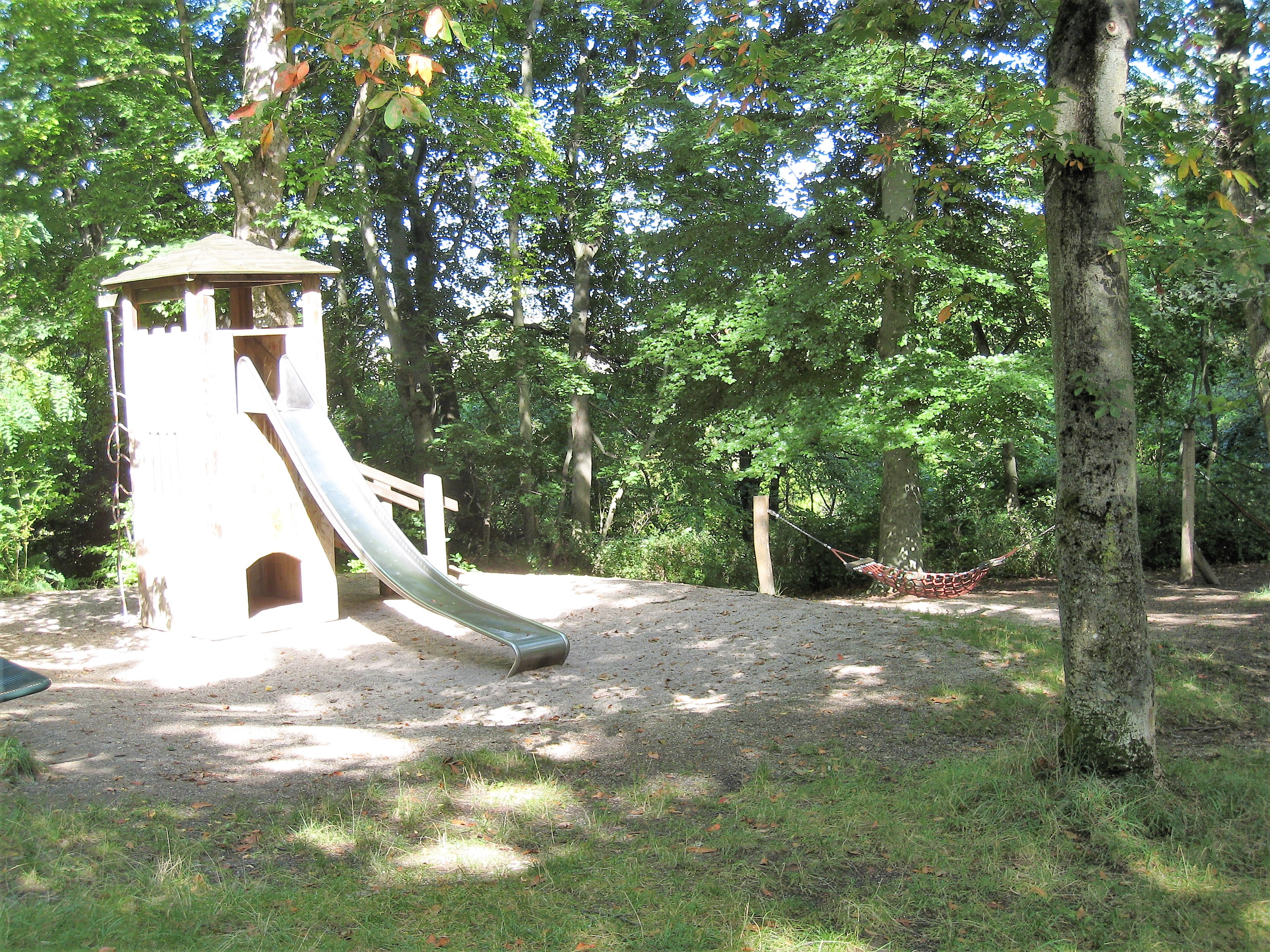
Spielplatz „Am Schönblick“
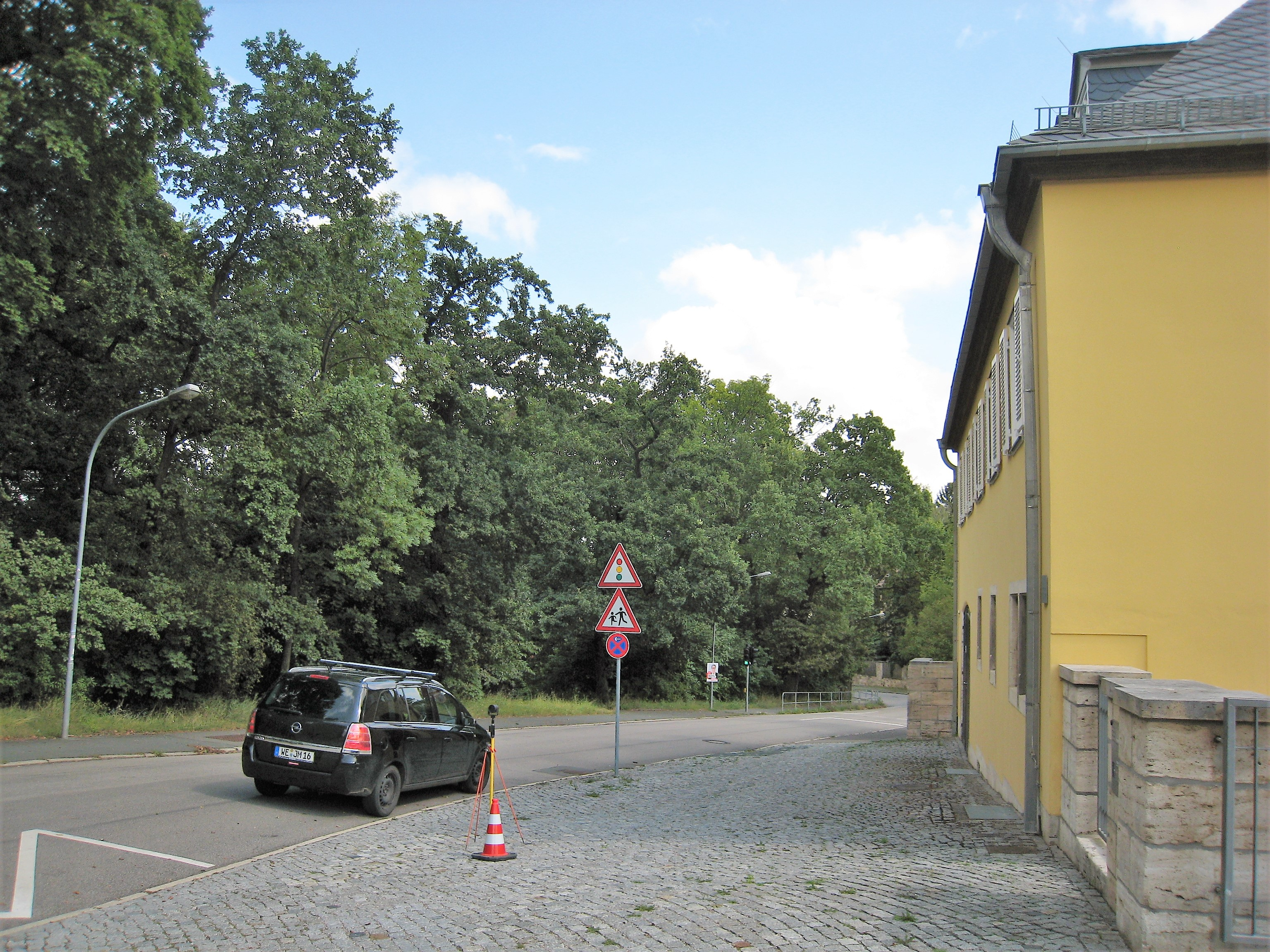
Hasenwäldchen an der Windmühlenstraße, rechts Teil der „Villa Sauckel“